# Turn-On
《Turn-On》是一個於1969年2月在美國廣播公司上播放的美國喜劇小品系列。此系列只播放了一集，另有一集未有播放。因此，《Turn-On》成為了電視歷史上其中一個最失敗的作品。
《Turn-On》的唯一一集於1969年2月5日在美國東部時間下午8時30分播放，演員包括將會加入《Laugh-In》演員陣容的特雷莎·格雷夫斯，以及資深小童節目主持、個性演員和配音查克·麥卡恩。寫作人員則包括阿爾伯特·布魯克斯。第一集的嘉賓主持人為蒂姆·康韋。

## 背景
《Turn-On》是由《Laugh-In》的製作人埃德·芬迪尼和喬治·施拉特製作。當時，百时美施贵宝與他們簽約製作此節目，並在被國家廣播公司和哥倫比亞廣播公司拒絕後獲美國廣播公司接受播放申請。之後，一位哥倫比亞廣播公司員工指出《Turn-On》的場景轉變得太多太快，使他們感到被騷擾。執行製作人迪格比·沃爾夫則把《Turn-On》描述為一個「涉及動畫、錄影帶、定格動畫、電子失真、計算機圖形，甚至人的視覺、幽默和感覺的衝擊」。

## 反應
蒂姆·康韋指出，《Turn-On》的第一集在播放期間被腰斬，當時的製作人員和演員們正在進行慶祝首映活動。克里夫蘭的WEWS-TV在第一集播放了11分鐘後腰斬了節目。之後，WEWS-TV向美國廣播公司網絡管理部發送了一封電報，投訴道：「如果你調皮的小男孩們要在塗鴉牆上寫髒話，請不要使用我們的塗鴉牆。WEWS的立場是《Turn-On》已被關掉（turned off，意為『腰斬』）」。丹佛的KBTV甚至沒有播放此節目。KBTV的員工指出「我們已經毫不猶豫地作出了決定，因為它會冒犯大部份觀眾」。波特蘭的KATU和西雅圖的KOMO-TV亦都決定不播放此節目。儘管小岩城的KATV不喜歡這個節目，卻仍然決定播放此節目。
儘管《Turn-On》在播出第一集後仍沒有正式被取消，但是WEWS、KBT和KATV都告訴美國廣播公司，他們將不會再繼續播放此節目。百時美施貴寶亦命令施拉特和芬迪尼停止製作此節目。在第一集播放期間，美國廣播公司收到了369個關於此節目的投訴，卻只有20個支持此節目的來電。
《紐約時報》和美聯社均給予此節目很差的評價。一位美國廣播公司行政人員把《Turn-On》與《Laugh-In》比較，並指出「《Laugh-In》流行和較少爭議，因為它們與《Turn-On》不同」。
於2002年，《Turn-On》被電視指南列為史上50個最差的電視節目中的第27名。

## 外部連結
- 互联网电影数据库（IMDb）上《Turn-On》的资料（英文）
- PIONEERS OF TELEVISION | Tim Conway on "Turn On" | PBS（页面存档备份，存于）